# In utero
In utero és un terme mèdic i biològic en llatí que literalment significa dins de l'úter. En biologia aquesta frase descriu l'estadi d'embrió o fetus. En context legal es fa servir per referir-se a infants encara no nascuts.